# Antipalus bilobus
Antipalus bilobus là một loài ruồi trong họ Asilidae. Antipalus bilobus được Ionescu & Weinberg miêu tả năm 1960. Loài này phân bố ở vùng Cổ Bắc giới.